# Ramon de Perella
Ramon de Perella (c. 1185-?), va ser un noble del País d'Olmes (alt comtat de Foix) desposseït dels seus dominis amb la croada albigesa. Membre de la família Mirapeis, va ser senyor de Perella i co-senyor de Montsegur. La seva vida es va veure marcada per la invasió dels barons francesos a partir del 1209, primer, i pel setge del castrum de Montsegur (1243-1244), després, del qui en compartia senyoria amb el seu cosí Pere-Roger de Mirapeis. Apareix a les fonts també amb el seu nom occità (Raimon de Perelha), en francès (Raymond o Raimond de Péreille) o en llatí (Raimundus de Perella).

## Biografia

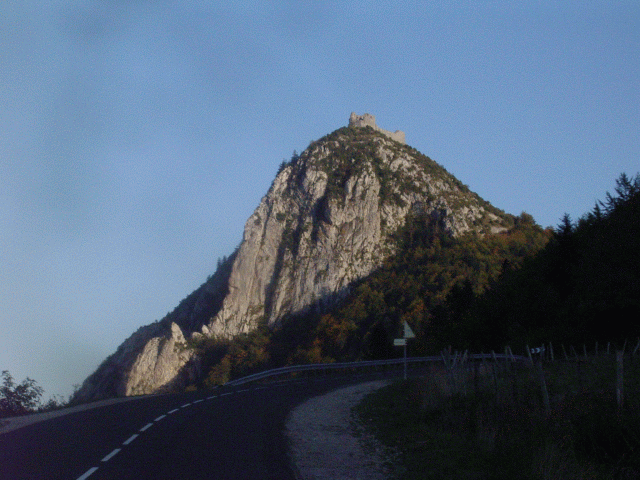
Vista de la muntanya de Montsegur, dalt de la qual Ramon de Perella hi passà bona part de la seva vida.

Es coneixen poques coses de la seva vida, i el poc que se sap és gràcies, sobretot, a la seva pròpia delació (declaració) davant la inquisició del 30 d'abril i el 9 de maig de 1244.

### Orígens i catarisme
Fill de Guillem-Roger de Miralpeis i de Forniera de Perella, va esdevenir senyor de Perella pels drets de successió de la seva mare, mentre que el seu germà, Arnau-Roger, va heretar els drets del pare. Els Miralpeis-Perella eren famílies de la noblesa occitana fortament impregnades pel catarisme, que durant la croada contra els albigesos van ser desposseïdes dels seus dominis a favor de Gui I de Levis. Aquesta despossessió va ser, a la pràctica, més teòrica que real fins a la fi del setge de Montsegur el 1244, quan l'administració francesa va començar a desplegar-se plenament sobre el territori ocupat durant les primeres dècades del segle xiii.
Ramon de Perella va esdevenir de molt jove senyor de Perella per la renúncia de la seva mare, Fornièra, ja que aquesta va entrar a l'església de les bones dones. Així doncs, sembla que vers el 1204 Ramon era ja el senyor de Perella; com ell mateix declararà 40 anys després davant la inquisició, els perfectes Ramon Blasco i Ramon de Miralpeis li demanaren de reconstruir Montsegur per l'església dels càtars. Les runes existents en aquells moments a Montsegur pertanyien a la senyoria de Perella, i que fos Ramon qui en fes els tractes sembla demostrar la seva plena propietat del títol. Amb l'arribada de temps insegurs, Montsegur es convertí en un autèntic poble refugi de càtars, creients i faidits i el mateix Ramon de Perella amb la seva família s'hi instal·là perpètuament a partir de la invasió dels croats.
En una data que no es pot precisar (1220?) Ramon es va casar amb Corba Hunaud de Lanta, filla d'una rica família de l'alta noblesa del Lauragués occidental. D'aquesta unió en naixeran quatre filles i un fill: Arpaís, Braida, Felipa, Esclarmonda i Jordà.

### Residència a Montsegur
La vida de Ramon de Perella dalt del puig de Montsegur és poc coneguda. Se sap que hi acollirà perfectes i faidits i que, a partir de 1232, hi permetrà també la instal·lació de l'alta jerarquia càtara del tolosà i de Rasès. Diversos testimonis certifiquen, a més, que Ramon de Perella i la seva família participaran en les cerimònies dels bons homes celebrades a Montsegur i, fins i tot, fora d'ell.

### Setge de Montsegur
El setge de Montsegur, iniciat a finals del mes de maig de 1243, agafarà els Perella i tota la jerarquia del catarisme dins del castrum. Durant el setge serà el seu cosí Ramon-Roger de Mirapeis qui ocuparà el paper de cap militar de la plaça. Sembla que Ramon de Perella no va ser mai un home d'armes i es limitarà durant tot setge a complir les simples funcions de senyor del lloc. Aquesta situació es perllongà durant 10 mesos, accentuant dia a dia la precarietat de les condicions de vida dels assetjats.
A partir dels vols de Nadal, quan les tropes assetjants dirigides pel senescal de Carcassona Hugues des Arcis i per l'arquebisbe de Narbona Peire Amiel van ocupar la part baixa de la carena superior de l'esperó on es trobava el castrum de Ramon de Perella i de Pere-Roger de Miralpeis, la situació dels assetjats va esdevenir insostenible. Així doncs, l'1 de març de 1244 Pere-Roger de Mirapeis va començar a negociar la rendició. A grans trets, les condicions de l'exèrcit reial van ser clares: qui adjurés l'heretgia viuria, qui no ho fes moriria a la foguera. El 16 de març de 1244 van ser cremats vius més de 200 heretges, entre els quals hi havia la dona de Ramon de Perella, Corba, i la seva filla Esclarmonda, les quals van renunciar a l'adjuració dies abans de la foguera.

### Ramon de Perella davant la Inquisició
Ramon de Perella va declarar davant del tribunal de la inquisició, dirigit pel català Ferrer (originari de Vilallonga de la Salanca, prop de Perpinyà), el 30 d'abril de 1244 i un altre cop 9 dies després. La deposició de Ramon de Perella és una de les 19 úniques que s'han trobat fins ara de les fetes als detinguts en el setge de Montsegur. Aquestes 19 deposicions es conserven en una col·lecció de còpies realitzades el 1669 sobre uns originals avui desapareguts dels arxius de la Inquisició de Carcassona. La col·lecció es troba al departament de manuscrits de la Biblioteca Nacional de París sota el nom de Fons Doat, en volums que van del XXII, del foli 108 al 296, fins al XXIV, del foli 1 al 237.
La declaració del dia 9 de maig de 1244 davant de la Inquisició és la darrera notícia que es té de Ramon de Perella. Cal imaginar que va acabar els seus dies empresonat. La data de la seva mort es desconeix.